# Übersetzungsmethode (Lateinunterricht)
Unter Übersetzungsmethode werden im Lateinunterricht Verfahren der Dekodierung und Rekodierung von lateinischen Texten verstanden, d. h. Verfahren, diese Texte sprachlich-grammatikalisch und evtl. stilistisch zu erschließen und in die Zielsprache (Deutsch) zu übersetzen.

## Zur Geschichte der Übersetzungsmethode
Die Übersetzung als zentrales Ziel des Lateinunterrichts ist ein aufwändiger, auch kreativer Prozess. Mit der Aufgabe des lateinischen Schulaufsatzes 1890 als Abituranforderung und dem allmählichen Rückgang der deutsch-lateinischen Übersetzung im Unterricht stellte sich stärker das Problem der angemessenen Unterrichtsmethode für die lateinisch-deutsche Übersetzung. Lange herrscht die Konstruktionsmethode vor, die auch als logische Denkübung des Geistes galt. Kritiker stießen sich an der rein formalen Analyse ohne Sinnverstehen, dem Vorgehen gegen die Wortfolge und der fehlenden ganzheitlichen Sichtweise auf den Satz, der von vornherein in Einzelteile zerrissen werde. Sie zogen eine Satzanalyse vor, die vom Sinn des Ganzen ausgeht und davon die Einzelheiten erschließt, oft in Verbindung mit einem Verständnis, das zunächst Wort für Wort vorangeht und zum vermutlichen Satzsinn vordringt.
In der Diskussion nach 1945 standen sich im Wesentlichen diese zwei fachdidaktische Prinzipien gegenüber: rein sukzessive Methoden (Wort für Wort-Verstehen), die wenig Resonanz in der Unterrichtspraxis fanden, und pragmatische Kombinationen von Konstruktionsmethode, Satzanalyse und sukzessiven Methoden, um der Vielfalt der möglichen Schwierigkeiten bis zur Übersetzung Herr zu werden. In der Unterrichtspraxis setzten sich eher Kombinationen durch, die Lehrpläne greifen in der Regel nicht dirigistisch in die Methodik ein.
Eine weitere Diskussion vor allem in den 1990er Jahren drehte sich um die Anwendung von phrastischen Methoden (von gr. phrasis), die nur einen einzigen Satz, oder transphrastischen, die einen ganzen Text erfassen, um zu berücksichtigen, dass vieles erst im späteren Verlauf eines Textes verständlich wird.

## Phrastische und transphrastische Methoden
Anders als es beim intuitiven Verstehen gesprochener Fremdsprachen angestrebt wird, kann das Verstehen von Texten der alten Sprachen, die in Schriftform vorliegen, oft nur mithilfe mehrerer Erschließungs- und Übersetzungsschritte erfolgen. Das trifft in der Regel bei aufwändigen Satzperioden zu. Für den Lateinunterricht werden grob folgende Methoden beschrieben:
- Methoden der Satzerschließung (phrastische Methoden)
  - die Wort-für-Wort-Methode: Wort für Wort wird gleich in der richtigen Form im Satz unmittelbar übertragen.
  - die Konstruktionsmethode: Zuerst wird der Satzkern (Prädikat und Subjekt) ermittelt, dann werden die übrigen Wörter nach Form und Bedeutung sowie ihrer Stellung im Satz bestimmt. Dies geschieht erst für den Hauptsatz, dann für die Gliedsätze.
  - das lineare Dekodieren (Hans-Joachim Glücklich): Zuerst werden alle Verbalformen der Reihe nach ermittelt, dann alle Konnektoren (Kon- und Subjunktion, Relativpronomen), dann die zugehörigen Subjekte, eindeutigen Objekte und Adverbien etc., typisch lateinische Satzkonstruktionen (Accusativus cum Infinitivo, ablativus absolutus, participium coniunctum) bis zur Groberschließung des Satzes. Anschließend werden die schwierigeren Satzteile in einer Feinerschließung bestimmt.
  - die Drei-Schritt-Methode (DSM von Dieter Lohmann, auch Pendelmethode vom Satzanfang zum -ende zum Rest): Das erste Satzglied wird bestimmt, dann die Personalform des Prädikats, dann die übrigen Satzglieder in der Reihenfolge des Vorkommens. Für Gliedsätze gilt modifiziert: erst das Einleitungswort, dann das Subjekt bzw. Personalendung des Prädikats, dann die übrigen Satzteile, am Schluss das Prädikat.

Kritisch wird gesehen, dass viele Schüler nicht die nötige Formensicherheit zur Anwendung der Methoden erwerben. Die Konstruktionsmethode ist nach wie vor die verbreitetste Methode.
- Methoden ganzheitlicher Texterschließung (transphrastische Methoden). Ausgangspunkt ist ein Text aus mehreren Sätzen. Die ganzheitliche Erschließung wurde vor allem 1967 von Werner Emrich befürwortet. Der Text kann erschlossen werden durch
  - das Analysieren: erste ungerichtete Erfassung des Textsinnes durch Hören oder Lesen, dann Analyse von weiteren Textmerkmalen durch ergänzende Fragen, z. B. nach Beziehungen und Entsprechungen im Text, Eigennamen, Satzzeichen
  - die Kombination von Analysieren und Konstruktionsmethode
  - die „natürliche Lesemethode“: Ausgangspunkt ist das Verstehen der einzelnen Wörter nach ihrer Reihenfolge im Satz, die über das Erkennen von Abhängigkeiten und Beziehungen zum Verstehen der Sätze und des ganzen Textes führen.
  - das „verstehende Lesen“: In mehreren Durchgängen wird der Text in der vorliegenden Wortfolge zunehmend besser verstanden und erst am Ende übersetzt.

Viele Kritiker der transphrastischen Methoden sehen eine zu starke Lehrerlenkung oder die relative Dürftigkeit der Ergebnisse als Probleme an.
Es erscheint nicht sinnvoll, alle Methoden in einer Lerngruppe einzuführen, da sonst keine methodische Sicherheit zu erreichen ist. Entscheidend ist aber, dass die Ebene des bloßens Ratens verlassen und ein systematischer Zugang gefunden wird, um bei schwierigen Texten weiterzukommen.